# Xysticus manas
Xysticus manas là một loài nhện trong họ Thomisidae.
Loài này thuộc chi Xysticus. Xysticus manas được miêu tả năm 1995 bởi Da-xiang Song & Zhu.